# Монтичели ди Сопра (Салерно)
Монтичели ди Сопра је насеље у Италији у округу Салерно, региону Кампанија.
Према процени из 2011. у насељу је живело 52 становника. Насеље се налази на надморској висини од 157 м.